# Бурновська сільська рада
Бурно́вська сільська рада (рос. Бурновский сельский совет) — муніципальне утворення у складі Бірського району Башкортостану, Росія. Адміністративний центр — село Старобурново.
Станом на 2002 рік село Ніколаєвка перебувало у складі Пономарьовської сільської ради.

## Населення
Населення — 1774 особи (2019, 1763 у 2010, 1839 у 2002).

## Склад
До складу поселення входять такі населені пункти:
| Населений пункт       | Населення, осіб (2002) | Населення, осіб (2010) |
| --------------------- | ---------------------- | ---------------------- |
| Зелений, присілок     | 326                    | 278                    |
| Ніколаєвка, село      | 513                    | 505                    |
| Новобурново, присілок | 112                    | 101                    |
| Старобурново, село    | 864                    | 862                    |
| Чисті Пруди, хутір    | 6                      | 5                      |
| Янгітау, хутір        | 18                     | 12                     |